# Sales (Francja)
Sales – miejscowość i gmina we Francji, w regionie Owernia-Rodan-Alpy, w departamencie Górna Sabaudia.
Według danych na rok 1990 gminę zamieszkiwało 1388 osób, a gęstość zaludnienia wynosiła 151 osób/km² (wśród 2880 gmin regionu Rodan-Alpy Sales plasuje się na 606. miejscu pod względem liczby ludności, natomiast pod względem powierzchni na miejscu 1186.).